# Tetraogallus
Tetraogallus is een geslacht van vogels uit de familie fazantachtigen (Phasianidae).

## Soorten
Het geslacht kent de volgende soorten:
- Tetraogallus altaicus – Altai-berghoen
- Tetraogallus caspius – Kaspisch berghoen
- Tetraogallus caucasicus – Kaukasisch berghoen
- Tetraogallus himalayensis – Himalaya-berghoen
- Tetraogallus tibetanus – Tibetaans berghoen